# Communauté de communes du Val Dunois
Die Communauté de communes du Val Dunois war ein französischer Gemeindeverband mit der Rechtsform einer Communauté de communes im Département Meuse in der Region Grand Est. Sie wurde am 12. Dezember 2000 gegründet und umfasste 22 Gemeinden. Der Verwaltungssitz befand sich im Ort Doulcon.

## Historische Entwicklung
Mit Wirkung vom 1. Januar 2017 fusionierte der Gemeindeverband mit der Communauté de communes du Pays de Stenay und bildete so die Nachfolgeorganisation Communauté de communes du Pays de Stenay et du Val Dunois.

## Ehemalige Mitgliedsgemeinden
1. Aincreville
2. Bantheville
3. Brieulles-sur-Meuse
4. Cléry-le-Grand
5. Cléry-le-Petit
6. Cunel
7. Dannevoux
8. Doulcon
9. Dun-sur-Meuse
10. Fontaines-Saint-Clair
11. Liny-devant-Dun
12. Lion-devant-Dun
13. Milly-sur-Bradon
14. Mont-devant-Sassey
15. Montigny-devant-Sassey
16. Murvaux
17. Nantillois
18. Sassey-sur-Meuse
19. Saulmory-Villefranche
20. Sivry-sur-Meuse
21. Villers-devant-Dun
22. Vilosnes-Haraumont